# Partido Federalista Europeo
El Partido Federalista Europeo (abreviado como PFE) es un partido político francés desde 2016, y una antigua alianza política europea fundada el 6 de noviembre de 2011 en París. Fue el resultado de la reunificación del Partido Federalista de Francia y del partido europeo Europe United, que tuvo presencia en varios países de la Unión Europea. Fue uno de los primeros partidos políticos con orientación europea que defiende abiertamente el federalismo europeo y no es una coalición de partidos nacionales preexistentes.
En 2016, la oficina estuvo compuesta por el presidente Pietro De Matteis, el vicepresidente Geogios Kostakos, el secretario general Emmanuel Rodary, el tesorero Mariarosaria Marziali, John Retetagos, Marco Marazzi y Michel Caillouet. Después de la asamblea general del 6 de diciembre de 2016, la oficina del Partido Federalista Europeo se fusiona con los movimientos ciudadanos Stand-up para los Estados Unidos de Europa y USE Now para crear Stand Up For Europe. Por su parte, la asociación nacional francesa decidió proseguir su acción política bajo la bandera del Partido Federalista Europeo. Yves Gernigon, presidente del partido federalista de Francia, luego se convierte en líder de la PFE.
El Partido Federalista Europeo está formado por miembros de 12 países europeos, de la sociedad civil, que enfrentan su vida profesional y su compromiso político.

## Estrategia política
El Partido Federalista Europeo, al igual que el modelo federalista, deja mucha autonomía a sus secciones nacionales, que tienen cierta libertad de adaptación del programa europeo a la cultura local. Por otro lado, el programa europeo cuyo objetivo principal es construir una federación europea es común. El PFE busca diferenciarse de las formaciones oficiales actuales del Parlamento Europeo al proponer una cohesión real a nivel europeo. El objetivo anunciado es crear un movimiento popular de base en torno al partido y la idea de una Europa federal para responder a la crisis actual.  El Partido Federalista Europeo ha participado en numerosas elecciones, incluidas las elecciones presidenciales francesas y las elecciones europeas.

## Proyecto político
El objetivo del Partido Federalista Europeo es crear una Federación Europea de Estados miembros voluntarios de la Unión Europea. Su objetivo es presentar candidatos en todas las elecciones en toda Europa. Inicialmente fue apoyado por prominentes personalidades europeas, como Marco Pannella (exdiputado, diputado, senador italiano y colaborador de Altiero Spinelli), quien fue miembro.
Los miembros de la campaña PFE para la creación de un Estado europeo supranacional con poderes soberanos e instituciones políticas limitados: gobierno, asamblea, senado federal que representa a los Estados miembros.

### Principales propuestas
Como sugiere su nombre, el objetivo del partido es hacer de la Unión Europea un verdadero estado federal. Este proyecto puede llevarse a cabo posiblemente desde un núcleo de países voluntarios miembros de la eurozona. Esto implica :
- Establecer una Constitución federal en lugar de los muchos tratados actuales.
- Elegir a un presidente federal por sufragio universal directo para representar a la federación internacionalmente. Garante de su constitución, ejercerá los poderes del Consejo Europeo.
- Hacer de la Comisión Europea un verdadero gobierno federal.
- Reforzar los poderes del Parlamento Europeo. La votación debe ser regionalizada para acercar a los eurodiputados a sus electores, mientras que el Consejo de la Unión Europea debe ser reemplazado por un verdadero "Senado Europeo" (cámara alta), con vistas a un sistema bicameral.
- Profundizar el Tribunal de Justicia de la Unión Europea en un verdadero Tribunal Supremo.
- Fortalecer los poderes del Banco Central Europeo para empoderarlo para enfrentar crisis financieras.
- Crear una sede europea responsable del ejército común europeo.
- Profundizar la ciudadanía europea para convertirla en una verdadera nacionalidad, independiente de la ciudadanía nacional.
- Definir una política exterior y diplomática europea común para defender mejor los intereses europeos frente a otras potencias importantes (especialmente los Estados Unidos y China).
- Cree un presupuesto europeo para financiar grandes proyectos y crear empleos en toda Europa.
- Establecer autoridades europeas de control independientes en las áreas de medio ambiente, seguridad sanitaria y bioética.
- Los países que deseen unirse a la Unión Federal deberán adoptar la Constitución Europea para mantener una cierta coherencia en su funcionamiento. Esto no excluye la posibilidad de acuerdos de cooperación con socios privilegiados.

### El Partido Federalista Europeo y la Europa actual
El PFE cree que la mayoría de los males en la Unión Europea hoy en día se deben a la vejez y las deficiencias de un esquema institucional que fue completado por la crisis. El Partido Federalista Europeo quiere ir más allá de la actual Unión, que según él es "burocrática y antidemocrática".
La Europa federal deseada por la PFE no tiene nada que ver con la actual Unión Europea, que sería demasiado débil para defender los intereses franceses y europeos, y demasiado lejos de las preocupaciones de los ciudadanos.